# Westfield, Quận Sauk, Wisconsin
Westfield là một thị trấn thuộc quận Sauk, tiểu bang Wisconsin, Hoa Kỳ. Năm 2010, dân số của thị trấn này là 564 người.